# Teatre Margarida Xirgu
El Teatre Margarida Xirgu, anteriorment anomenat Teatre Principal, és un teatre de Badalona (Barcelonès). Està situat al carrer de Francesc Layret, al barri del Centre.
El seu origen és l'antic Principal Cinema, després Cinema Principal, fundat l'any 1942. La sala de cinema va funcionar fins a l'any 1980. Poc després l'Ajuntament adquiria l'edifici i el convertia en el teatre municipal, a més de donar suport a diverses iniciatives com el lloguer de la sala a escoles i entitats de la ciutat.
Ha estat reformat en dues ocasions, el 1998 i el 2010. La darrera, totalment integral, ha eliminat el pati de butaques i ha convertit el teatre en una sala polivalent, amb la possibilitat de muntar els seients de diverses maneres segons l'espectacle que s'hi realitzi, o la possibilitat d'estar dret, per exemple, a concerts: així doncs, el teatre pot transformar-se en la sala Enric Borràs, amb una capacitat de 354 localitats gràcies a una grada retràctil, o 90 localitats que s'anomena sala Pepe Rubianes; finalment, sense les butaques, reservat per a concerts, l'aforament és de 650 persones. També es va fer una neteja de cara al teatre reformant-ne tota la façana.
A banda de la programació d'espectacles, es continua amb el lloguer d'aquest espai per esdeveniments de la ciutat.
El 30 de juliol de 2020 l'Ajuntament de Badalona va aprovar el canvi del nom del teatre pel de Margarida Xirgu, en homenatge a aquesta actriu estretament vinculada amb la ciutat, nomenada filla adoptiva de Badalona el 1933. El novembre del mateix any es van canviar les lletres del rètol del teatre.